# Rhabdophis chrysargoides
Espèce
Synonymes
- Tropidonotus chrysargoides Günther, 1858

Statut de conservation UICN

 DD  : Données insuffisantes
Rhabdophis chrysargoides est une espèce de serpents de la famille des Natricidae.

## Répartition
Cette espèce est endémique de Java en Indonésie.

## Publication originale
- Günther, 1858 : Catalogue of Colubrine Snakes in the Collection of the British Museum, London, p. 1-281 (texte intégral).